# Euoplos mcmillani
Espèce
Synonymes
- Arbanitis mcmillani Main, 2000

Euoplos mcmillani est une espèce d'araignées mygalomorphes de la famille des Idiopidae.

## Distribution
Cette espèce est endémique d'Australie-Occidentale. Elle se rencontre vers Eneabba au Mid West et Cooljarloo au Wheatbelt.

## Description
Le mâle décrit par Rix, Wilson et Harvey en 2019 mesure 11,8 mm.

## Étymologie
Cette espèce est nommée en l'honneur de Robert Peter McMillan.

## Publication originale
- Main, 2000 : Biosystematics of two new species of unusually coloured Australian mygalomorph spiders, Arbanitis (Araneae: Idiopidae), from south-western Australia. Royal Society of Western Australia Journal, vol. 83, p. 93-97.